# Ceresium senile
Ceresium senile là một loài bọ cánh cứng trong họ Cerambycidae.